# Maleri
Et maleri er et billede udarbejdet ved at en flade påføres farvede pigmenter der hæfter til malegrunden med et bindemiddel. Maleri er en af de mest benyttede kunstformer gennem tiderne og betegnes malerkunst.

## Maleriets teknik
Malegrund
Ligeledes er malegrunden (det bærende underlag) vigtig for hvilken type maleri der er tale om. Malegrunden kan være træ (f.eks. eg), grundet lærred, metal, mure, papir m.m. Bindemidlet er nødt til at kunne hæfte på malegrunden, og kombinationen af malegrund og maling har således givet kriteriet for at klassificere maleriet i forskellige typer.
Bindemiddel
Bindemidlet er afgørende for den fremkomne stoflighed og derved maleriets hele karakter. Som bindemiddel kan anvendes så forskellige materialer som vand som ved akvarel; lim, gummi arabicum som ved gouache; voks: oldtidens enkaustik; æg: tempera, fernisser eller olier.
Nu til dags (o. 1900) er nøddeolien den mest brugte; ved malingen kan den fortyndes med terpentin eller renset petroleum. Oldtiden brugte opvarmet voksfarve eller fresko dvs. vandfarve på væggens friske og våde kalk. I Middelalderen brugtes ligeledes fresko på væg og tempera på trætavler. Rå linolie brugtes i landene nord for Alperne til vægbilleder, hvoraf meget få er bevaret og til bemaling af træskulptur. I begyndelsen af 15. århundrede forbedredes oliefarven ved en opfindelse, som ifølge traditionen tillægges brødrene van Eyck, men hvis teknik man ikke nu er helt klar over, den synes bl.a. at have bestået i, at olien blev kogt og derved blev mindre sej. Ikke usandsynligt har fremgangsmåden bestået i en undermaling med tempera eller med visse fernisser og derover et lag oliefarve, meget tyndt og ligeligt påsat i en enkelt overmaling. Ved olien kom farveskalaen til at spænde over større dybde og højere lys, og over muligheden af at tone farverne i en ubegrænset mængde af nuancer, hvilket tempera og fresko langtfra formåede i samme grad. Denne van Eyck'ske teknik gav malerierne en holdbarhed, så de den dag i dag kan se ud, som de var malet i går.
Fra Flandern udbredtes denne teknik efterhånden til nabolandene Holland, Frankrig og Tyskland, også til Spanien og Syditalien, hvorfra den 1475 ved Antonello da Messina bragtes til Venedig. Her fik denne teknik i de følgende årtier en omdannelse, hvorom der ikke haves nogen beretning; men en kendsgerning er det, at oliefarven i Venedig, i alt fald fra ca. 1500, er løsgjort fra al forbindelse med tempera eller lignende, og at den anvendes ren; ligesom det her blev almindeligt at male på lærred. Dette gør omkring 1490 både Vittore Carpaccio og brødrene Bellini, Gentile Bellini og Giovanni Bellini. Fra Venedig bringer Rubens i begyndelsen af 17. århundrede teknikken til Belgien og Holland, og derfra breder den sig over hele Europa, hvor den hersker endnu trods spredte forsøg i nyere tid på at genoptage temperateknikken. Fresko bruges nu ret sjældent. Den van Eyck'ske teknik trængtes til side af den nye og blev snart helt glemt. Den moderne oliefarve tillader en fuldkommen fri penselføring, men sættes den for tykt på, kan den sprække eller mørkne; den behøver et overtræk af fernis for ikke at blive mat (slå ind), men får derved en glansfuld flade, som bevirker at den ses bedst med selve lysretningen.

Det maleriske består af modspillet dels mellem de forskellige farver, dels mellem de forskellige grader af lyst og mørkt.

## Malerkunstens udvikling
Malerkunsten er vel så gammel som menneskelig kultur overhovedet, ubetinget langt ældre end f.eks. skrivekunsten. Selv hos de mest primitive folk finder man rudimenter dertil. Blandt de ældste malerier — eller tegninger — kan nævnes den mærkelige hulekunst fra den såkaldte madeleinetid, med dens livfulde dyrebilleder. Hos de egentlige kulturfolk finder man fra den ældste tid hos ægyptere og babyloniere malerier som omridstegninger udfyldt med unuancerede ”hele” farver.
Således var det også i Grækenlands ældre periode, i det mindste til år 500 f. Kr. I det 5. århundrede begynder man at arbejde med lys og skygge og når i århundredets løb til en virkelig rummelig fremstilling med et slags tilnærmelsesvis perspektiv. Nærmere udtale sig om denne udvikling kan man ikke, da dens frembringelser alle er gået til grunde. Kun en afglans deraf har man i vasebillederne, som væsentlig er omridstegninger (sort- og rødfigurstil), og fra en senere tid i vægbillederne fra Herculaneum og Pompeji. Dog viser disse os kun en provinskunst, der sikkert har stået langt tilbage for det ypperste, som oldtidens malerkunst kunne yde.

## Grækenland
Den græske malerkunstens historie begynder med sagn — om Kleanthes, der tegnede de første fuldstændige omrids af menneskefigurer, om Ekfantes, der tidligere end nogen anden fyldte omridsene med en enkelt farve, om Etimaos, der først antydede forskellen mellem mand og kvinde ved at gøre forskel på deres hudfarve osv.
Først i det 5. århundrede f. Kr. hører man af de skrevne kilder noget nærmere om, hvilke de mest ansete mestre var i græsk malerkunst. Således arbejdede Polygnotos ved midten af 5. århundrede i Athen og i Delfi; hans hovedværk i Athen var kampscenerne i ”Stoa poikile”; i Delfi malede han i den såkaldte ”Lesche” billeder over emner fra de homeriske digte. Apollodoros nævnes som grundlægger af perspektivets teori samt som den første mester i fordelingen af lys og skygge, ”skiagraphia”.
Sin egentlig blomstring fik den græske malerkunst efter den peloponnesiske krig i den ioniske skole, hvor man synes at have lært at nuancere farverne mere i toner og at være kommen ind på en mere naturalistisk detaljeret malemåde. Hovedmestrene var her Zeuxis og Parrhasios, af hvilke den førstnævnte især prises for sine kvindeskikkelsers ynde, medens Parrhasios navnlig vandt ry ved den kraft, hvormed han gav de menneskelige lidenskaber udtryk, og ved bevidst og sikker gennemførelse af en af ham selv konstrueret proportionslære. Som skønhedens ypperste fortolker nævnes Alexander den Stores maler Apelles, navnkundig især ved sine billeder af kongen og for sine gudebilleder, blandt hvilke en Afrodite Anadyomene ('den af havet opstigende') især vandt berømmelse. Malerne af den ioniske skole og Apelles, der stod denne nær, malede fortrinsvis staffelibilleder, eukaustik, medens Polygnotos og de andre ældre mestre dyrkede det monumentale vægmaleri al fresco. Filoxenos' hovedværk var et pragtfuldt billede af en kamp mellem Dareios og Alexandros; muligvis efter dette er den berømte pompejanske mosaik udført. En anelse om, hvad græske portrætmalere i en senere tid formåede, giver de bedste af de mange på trætavler med voksfarve malede portrætter, som er fundet i ægyptiske grave ved Fayyum, og hvoraf prøver haves i antiksamlingen og Glyptoteket i København.

## Romerriget
Den romerske eller i det hele den olditalienske malerkunst er væsentlig en genklang af den græske, til dels kopier efter dennes frembringelser. Selvstændigst udvikler sig dekorationsmaleriet, hvorpå der i Titus-badene i Rom er fundet prøver, der allerede i 16. århundrede studeredes ivrigt og blev af stor betydning for udviklingen af den nyere ornamentale kunst, Raffaels loggier i Vatikanet, de såkaldte grotesker, således benævnedes efter de i ”grotter” fundne oldtidsdekorationer. Mellem ruinerne på Esquiliner-bjerget har man fundet landskaber med staffage efter motiver fra Odysseen; i det vatikanske bibliotek bevares Det aldobrandinske Bryllup.
Størst udbytte har dog undersøgelserne i Herculaneum og Pompeji givet. Mange af husene er der rigt smykkede med freskobilleder, dels kompositioner fra mytologien eller sagnverdenen, dels landskabelige og arkitektoniske fremstillinger eller ornamentale arbejder. Væggenes grundfarve er ofte rød; billederne er malede på stuk med livlige farver; hver væg har gerne en større komposition, indfattet i ornamentale lister. Udførelsen er ofte rent håndværksmæssig, men ofte også sikker og elegant, gennemgående flygtig og øjensynlig anlagt på væsentlig dekorativ virkning. Mange af kompositionerne viser hen på forbilleder af meget høj rang.

## Kristen kunst
Mens oldtidens kunst gik mod forfald og undergang, begyndte i den første kristne tid en ny kunst, beskeden og udøvet af håndværkere, med oldtidens freskoteknik, men i hele sin fremstillingsmåde nærmest en barnlig-folkelig efterklang af den antikke kunst. Egentlig kunstnerisk var formålet heller ikke, det gjaldt kun om at skaffe billedlige udtryk for den nye læres indhold. Det er i katakomberne, og særlig i dem, der findes i Roms Campagna, vi må søge de ældste frembringelser. Jo ældre de her forekommende udsmykninger er, des nærmere står de i stilistisk henseende og ved deres udførelse den antikke kunst; billederne i den hellige Lucinas katakomber fra 2. århundrede ser således aldeles ud som simple romerske loftsmalerier, men også i senere værker som i Domitillas katakomber minder i alt fald anordningen af dekorationerne og brugen af landskabelige motiver om ældre forbilleder; undertiden er også antikke emner — som Orfeus og den gode hyrde — brugt som symboler. Hyppigere er symbolerne bibelske, således Moses ved klippen, Dåben, Isaks ofring, Forsoningsdøden, Jonas, Opstandelsen osv.; i senere malerier forekommer kristusbilleder samt fremstillinger af Maria og Apostlene. Som ornamental indfatning er ofte vinstokken brugt; den var jo også et kristeligt symbol. Billederne i katakomberne er altid flygtige, ofte råt udførte, men ikke sjældent vidnesbyrd om from følelse.
Efter kristendommens politiske sejr under Konstantin den Store fik malerkunsten hurtigt omfattende opgaver med at smykke de nye kirker. Hvor midlerne tillod det, benyttedes hertil gerne oldtidens teknik, mosaikken, som er holdbar og farveprægtig, især når den belyses af kerter eller af dagslys gennem gyldne alabastruder (sådanne findes endnu i det mausoleum, der er opkaldt efter Galla Placidia, og i koret af San Vitale i Ravenna). Hvor der skulle arbejdes hurtigere og billigere anvendtes fresko.
Den byzantinske stil
Oldtidens kendskab til i maleriet at fremstille rum og plastisk form var fuldstændig gået tabt under folkevandringens omvæltninger. Maleriet blev atter ganske afhængigt af billedfladen, det fremstillede udfoldede sig kun i denne, selv om anvendelsen af lys og skygge ikke var fuldstændig glemt. Til gengæld var der stor sans for fladens pragt og for malerkunstens smykkende evne. Af den oldkristelige kunst udviklede sig under det østromerske kejserdømme den byzantinske malerkunst, for hvilken det fortællende og det smykkende bliver så afgjort hovedsagen, at der lægges lidt eller ingen vægt på form og rum. For den fortællende fremstilling udvikles ret faste regler, som vi kender fra athosbogen (et i øvrigt temmelig sent håndskrift i klostret på Athos). Den byzantinske stil kom også til at beherske staffelibillederne (altertavler). Den bredte sig ud over Italien og ved håndskriftbillederne endnu videre. I Ruslands kirkelige kunst herskede den indtil den nyeste tid. Byzantinsk kunst manglede i sin bedste tid ikke udviklingsliv, men da den forsætlig aldrig overskred de engang satte rammer, måtte den stagnere og kvaltes i de østlige lande til sidst af Islam.

## Vesteuropa
Men i Vesteuropa, først i Italien og de herfra nærmest påvirkede lande (Frankrig og Sydvesttyskland) blev udviklingen ikke stående inden for de af byzantinismen satte grænser. Den fandt i Middelalderen (den romanske stil) for en del sted inden for håndskrifternes udsmykning og illustration (miniaturer af minium: fransk for den røde mønjefarve).
I 7.-9. århundrede udvikledes på dette område i de irske klostre en ejendommelig stil, som også fik en vis indflydelse på fastlandet, hvor dog byzantinismen på dette felt holdt sig ret længe. I den egentlig malerkunst arbejdede man i Italien også i tilslutning til de oldkristelige overleveringer. kirkerummenes store vægflader fyldtes med malerier (menigmands bibel), og kalk- og freskofarve fortrængte den kostbare mosaik. Billederne er rene fladebilleder, kolorerede omridstegninger med ringe angivelse af skygger, og baggrunden ensfarvet eller mønstret. Vægten lægges på anskuelig fortælling. Til denne romanske stil hører også en del af de kalkmalerier, som er i danske kirker, Skibby Kirke, Jørlunde Kirke, Fjenneslev Kirke.
Den stærkere fart i udviklingen (gotikken) kommer i det 13. århundrede, ansporet ved Bernhard af Clairvaux og Frans af Assisis lære om, at naturen ikke er djævelens værk, men også skabt af Gud. Interessen for naturen bryder da også frem med en vældig kraft, som efterhånden frier kunsten helt ud af traditionernes bånd. Overgangsmestre var i Italien Duccio di Buoninsegna i Siena, Giovanni Cimabue i Firenze og Assisi (desværre er hans værker der i allerhøjeste grad ødelagte) og Pietro Cavallini i Rom. Gennembrudsmester blev Giotto di Bondone fra Firenze. Med ham fornyes interessen for kompositionen, den plastiske form, rumvirkningen og den naturlige udtryksfuldhed. Hans elever er Giottino, Bernardo Bellotto og Taddeo Gaddi. I det 14. Århundrede er de førende mestre i Firenze Orcagna og hans broder Nardo di Cione. Af Orcagnas berømte fresko Dødens Triumf blev 1911 et brudstykke fremdraget i Santa Croce i Firenze. Den blev med nogen ændring efterlignet på Campo Santo i Pisa, vistnok af Francesco Traini. I Siena virkede brødrene Lorenzetti og Simone Martini, i Norditalien naturalisterne Altichiero, Avanzo (?) og i begyndelse af 15. århundrede Pisanello. Ved siden af vægbillederne blev staffelibilleder i tempera hyppigere som ofte store altertavler, jævnlig bestående af et midtbillede med to fløje (Triptychon) eller med endnu flere inddelinger (Polyptichon eller Ancona). Mellem hovedbillede og alterbordet er ofte en række småbilleder (Predella).

## Forrenæssancen
I det 15. århundredes Italien, Forrenæssancen, var kunstens tyngdepunkter i Firenze, i enkelte umbriske byer, i Padova og Venedig. I Firenze betegner Fiesole endnu en klosterlig konservatisme; det banebrydende geni var Masaccio, af hvis arbejder i Santa Maria del Carmine endnu nogle fejlagtig tillægges den noget mere gammeldags Masolino da Panicale. Masaccios fremskridt består navnlig i den fuldere forståelse af den plastiske og monumentale form og figurernes fri forhold til rummet. Han løser billedet definitivt fra dets afhængighed af fladen. Også i den maleriske behandling, i lufttonerne, i illusionskraften betyder han et afgørende skridt frem. Paolo Uccello dyrker det videnskabelige perspektivstudium, og Andrea del Castagno en mandig og skarp naturalisme. I det rent maleriske når ingen af disse Masaccio på siden. I det lidt yngre slægtled er hovedmestrene Fra Filippo Lippi og Benozzo Gozzoli, som udvikler fortællingen og den æstetiske følelse. Portrættet dyrkes i stigende grad. I århundredets anden halvdel er de førende naturalisterne Antonio del Pollaiolo og Andrea del Verrocchio, blandt kredsen om denne sidste især Sandro Botticelli, Filippino Lippi, Piero di Cosimo og Domenico Ghirlandaio. Men alle disse er stærkt påvirkede af den jævnaldrende Leonardo da Vinci, som skulle føre kunsten over i til højrenæssancen.
I Umbrien virkede Piero della Francesca, som i navnlig arbejder med de maleriske lysnuanceringer og hans elev Melozzo da Forli, som når en stor og bred monumentalitet. Strengere, af en barsk og mandig vælde er Luca Signorelli. Den særlig umbriske sans for blid følelsesfylde, farverigdom og landskabsskønhed når sit højdepunkt hos Pinturicchio og Pietro Perugino. I Norditalien er hovedmesteren Andrea Mantegna, fra hvem påvirkning går til Milano: Vincenzo Foppa, Bernardino Butinone og Bernardo Zenale, til Ferrara: Cosimo Tura, Francesco del Cossa, Ercole Roberti, Lorenzo Costa, til Bologna: Francia og til Venedig, hvor først Vivarini'erne lærer noget af ham og dernæst brødrene Bellini, skaberne af det særlig maleriske i veneziansk kunst, og lærere for en stor skare af yngre kunstnere, blandt hvilke Giorgione og Tizian.

## Højrenæssancen
Højrenæssancen i Italien nåede i første halvdel af 16. århundrede til fuldmodenhed ved Leonardo da Vinci, Michelangelo og Raffael, i Norditalien ved Giorgione, Tizian og Correggio. I århundredets anden halvdel taber kunsten sig i Mellemitalien; Andrea del Sarto og Sodoma kan langtfra holde mål med de store mestre. I Venedig kommer dog endnu en blomstring ved en række yngre mestre, Jacopo Palma, Tintoretto, Paolo Veronese; på det venezianske fastland Lorenzo Lotto, Moretto da Brescia og Giovanni Battista Moroni.

## Nord for alperne
I landene nord for Alperne havde gotikken ikke bragt nogen særlig ny udvikling i malerkunsten, interessen samlede sig væsentlig om skulptur og arkitektur. Men i det 14. århundredes anden halvdel begyndte en ny grøde med hovedsæde i Østfrankrig og de burgundiske Nederlande, i dette århundrede endnu væsentlig i håndskriftbillederne. Under Charles V og hans broder Jean de Berry flokkes i Paris og Bourges en række ypperlige bogkunstnere. Den egentlige fornyelse kom dog omkring 1500 fra Flandern, vistnok med hovedsæde i Gent, med stormestre som Pol fra Limburg og brødrene Hubert og Jan van Eyck. I det sydlige Belgien virkede Rogier van der Weyden og den såkaldte mester fra Flémalle, Robert Campin. Til næste generation hører Hugo van der Goes, i Holland Albert van Ouwater, Geertgen tot Sint Jans, og Dirk Bouts, som væsentlig dog virkede i Sydbelgien. Hans Memling kom fra de tyske Rhinegne til Brugge. Ved overgangen til det 16. århundrede virker Gerard David i Brugge og Quentin Matsys i Antwerpen, samt den ukendte mester for det pragtfulde Breviarium Grimani (Marcusbiblioteket i Venedig). I Frankrig virker i egnen om Valenciennes i 15. århundrede Simon Marmion, i Tours Charles VII's og Louis XI's maler Jean Fouquet, i Provence Enguerrand Quarton og kong Renés hofmaler Nicolas Froment. For hertugen af Bourbon arbejder den såkaldte mester fra Moulins i slutningen af århundredet; måske er han identisk med den i Paris meget ansete Jean Perréal, af hvem ellers intet arbejde kendes.

## Tyskland
I Tyskland var Köln et hovedsæde for malerkunsten, Wilhelm fra Herle er endnu helt middelalderlig. Omkring midten af 15. århundrede er Stefan Lochner stærkt påvirket fra Nederlandene og Frankrig. Blandt hans efterfølgere kommer det særlig tyske naturel stærkere frem hos en række mestre, hvis navne ikke kendes, men som efter deres hovedværker kaldes mestrene for Marias Liv, for Lyversbergs Passion, for S. Severin, for Thomasaltret, for Bartholomæusaltret osv. I Schweiz er Conrad Witz påvirket af fransk-burgundisk kunst. I Alsace er Martin Schongauer foregangsmand især som kobberstikker.
I det 16. århundrede kom indflydelsen fra Italien op over Alperne. I Tyskland blev den dog ikke stærk, skønt de kunstneriske centrer lå i de sydvestlige egne. Hovedsæde blev Nürnberg med mestre som Albrecht Dürer, Hans Sebald Beham, Bernhard Strigel og Albrecht Altdorfer. I Alsace virkede Hans Baldung og Matthias Grünewald. I Augsburg-Basel arbejder den ældre Holbein og sønnen Hans Holbein, som siden gik til England. I München lever Christoph Schwarz, i Sachsen Lucas Cranach den Ældre.
I Belgien og Holland betegner 16. århundrede en nedgangsperiode. Jan Mabuse, Jan Van Cleef den ældre, Bernard van Orley, Pierre Prévost, Adriaen Isenbrandt når langtfra i højde med de ældre slægtled. Desuden opkommer den mode at efterligne Raffael og Michelangelo, støttet af den dannede overklasse, men det bliver kun en karikatur af de store forbilleder. Disse manierister, som Abraham Bloemaert, Hendrik Goltzius, Maarten van Heemskerck, Frans Floris, Jan van Scorel er dog ved siden af ypperlige portrætmalere og nogle af dem tillige dygtige kobberstikkere. kun i landskabsmaleriet virker den italienske indflydelse til en ny blomstring ved Jan Hackaert, Jan Dirksz Both, Herman van Swanevelt og andre. Uafhængigt af denne klassicisme grundlægges folkelivsskildringen af Lucas van Leyden, Hieronimus Bosch og Pieter Brueghel den ældre, som tillige er banebryder for det moderne naturalistiske landskabsmaleri.

## Barokken
Det 17. århundrede (baroktiden). I Italien havde brødrene Caracci i slutningen af det I 16. århundrede organiseret verdens ældste akademi i Bologna, hvis program var eklektisk (udvælgende) under feltråbet: Rafaels komposition, Michelangelos form og Tizians farve.
Ved siden af disse forbilleder stilledes antikken, medens naturstudiet trådte i baggrunden. Det blev som regel dog kun en mat efterklang af højrenæssancen, men flere af disse mestre, for eksempel Guercino, Guido Reni, nød et ry, som nu er lidt svært at forstå. Betydeligst var Domenico Zampieri.
Som opposition herimod kom fra Syditalien en kraftig naturalisme ved Michelangelo Merisi da Caravaggio, Salvator Rosa og spanieren Jusepe de Ribera, som tillige forstærkede det maleriske modspil mellem højt lys og dybe skygger.
Til Spanien kom fra Venedig i sidste halvdel af 16. århundrede grækeren El Greco, som virkede i Toledo, hvor han ganske glemte det naturstudium, han havde forsøgt at tilegne sig i Italien. I Sevilla dannede sig en kras naturalistisk og barsk religiøs skole med Francisco Herrera den ældre og Francisco de Zurbarán som hovedmestre. I samme by fødtes den geniale mester Diego Velázquez, som siden virkede i Madrid, og Bartolomé Esteban Murillo, som dannede sig en egen blød og følsom stil under påvirkning af Tizian, Rubens og van Dyck. I Frankrig fortsættes de folkelige traditioner hos Jacques Callot, brødrene le Nain og Valentin de Boulogne, som påvirkes af Michelangelo Merisi da Caravaggio.
Men den italienske strøm, som var begyndt i det 16. århundrede (skolen i Fontainebleau), blev den herskende ved hjælp af mestre som Nicolas Poussin, Claude Lorrain og Philippe de Champaigne. Under Louis XIV blev hans hofmaler Charles Le Brun en slags enevoldshersker over kunsten. Portrætmalere som Hyacinthe Rigaud og Nicolas de Largillière udvikler med stor dygtighed en farverig og pompøs stil.
I Belgien frembragte den italienske påvirkning pludselig en høj blomstring ved Rubens, van Dyck og Jacob Jordaens. Men efter reformationens sejr og under frihedskrigens heldige forløb blev dog ellers både i Belgien og Holland den nationale kunst den herskende, som alene satte sit formål i at skildre folket og landet selv. Intet område er nu for ringe for kunstnerens pensel, og landskaber, dyrebilleder, Nature Morte får samme ret som figurbilledet, bonden bliver lige så værdig en genstand som de fornemme herskaber.
Holland
Som malere af portrætter og portrætgrupper (regent- og skyttebilleder) virker Frans Hals, Nicolas Elias, Thomas de Keyser, Bartholomeus van der Helst. Småborgere og bønder skildres af Adriaen Brouwer, Adriaen van Ostade og Jan Steen, det højere borgerskab af Pieter de Hooch, Johannes Vermeer, Gerard ter Borch, Gabriel Metsu.
Ypperst blandt landskabsmalerne er Esaias van de Velde, Pieter de Molijn, Hercules Seghers, van der Neer (? Aert van der Neer eller Eglon van der Neer), Allaert van Everdingen, Meindert Hobbema, Jacob Isaakszoon van Ruisdael; blandt dyremalerne Paulus Potter, Philips Wouwerman, Adrian van de Velde og Aelbert Cuyp; blandt marinemalerne navnlig Willem van de Velde den yngre .
Men over dem alle stråler Rembrandt.

## Rokoko
Ved udgangen af det 17. århundrede tabte nederlandsk kunst i betydning, og i det 18. århundrede spillede den så at sige ingen rolle. I det 18. århundrede (rokokotiden) var Frankrig afgjort det ledende land, som efterlignedes af alle de andre. Sit åndrigeste udtryk fandt malerkunsten hos Antoine Watteau, sit reneste overklassepræg hos François Boucher og Jean-Honoré Fragonard. Georges de La Tour var en ypperlig portrætmaler, et fag, som i det hele havde mange talentfulde dyrkere. Det borgerlige liv skildres, under nogen nederlandsk påvirkning, af den ypperlige Jean-Baptiste-Siméon Chardin. I slutningen af århundredet får tidsåndens gæring et noget sentimentalt udslag hos Jean-Baptiste Greuze, og hos Jacques-Louis David vækker den en bevidst antikisering båret af det mest gennemførte og energiske naturstudium, ved hvilket han fik en afgørende indflydelse på kunsten i begyndelsen af det 19. århundrede I Italien fik det monumentale freskomaleri en ny opblomstring ved Tiepolo, medens Antonio Canale, Bernardo Bellotto og Francesco Guardi forbereder den moderne naturalistiske kunst ved deres skildringer af det maleriske i byerne.
I England vågner den nationale kunst med William Hogarth og kulminerer, under ivrigt studium af italiensk og hollandsk kunst, med Joshua Reynolds, Thomas Gainsborough, George Romney og andre. Overgang til det 19. århundrede danner den virtuose Thomas Lawrence. I Spanien er Goya forløber for romantikkens stærke temperament og farveglæde. I Tyskland repræsenterer Anton Raphael Mengs, Heinrich Füger og Johann Heinrich Wilhelm Tischbein klassicismen. I Sverige er den franske påvirkning stærk; Alexander Roslin, Adolf Ulrik Wertmüller, Carl Gustaf Pilo er virtuose portrætmalere. I Danmark hører Hendrik Krock og Peder Als endnu til rokokoen, Jens Juel står på overgangen, Nicolai Abildgaard og Asmus Jacob Carstens repræsenterer den klart bevidste klassicisme.

## 1800-tallet
I det 19. århundrede løber en mængde strømninger jævnsides, ofte krydser de hverandre, og efterhånden breder de sig alle over hele Europa. fælles for dem alle er en ivrig søgen efter nyt og en hævden af kunstnerens egen personlighed på en måde, som tidligere tider ikke kendte. Kunsten løsnes definitivt fra håndværket, uddannelsen foregår ved akademier, og kunstnerstanden er optagen af sin sociale anseelse. Davids skole lægger en overordentlig og sund vægt på naturstudiet, portrætkunsten udvikles. Men klassicismen taber hurtigt i kraft (François Gérard, Pierre-Paul Prud'hon, Jean Auguste Dominique Ingres); i sidste halvdel af århundrede får den en efterblomstring ved Pierre Puvis de Chavannes.
I Tyskland havde den (Peter von Cornelius, Johann Friedrich Overbeck) en vis goldhed og umaleriskhed, som den først overvandt ved en forbindelse med den særegne tyske litterære romantik (Moritz von Schwind, Alfred Rethel, Julius Schnorr von Carolsfeld). I Frankrig derimod var romantikken revolutionens barn; den søgte den stærke bevægelse, de heftige følelser, de kraftige farver. Man studerede Rubens, rejste til Orienten, søgte bevægede optrin af historien (Théodore Géricault, Eugène Delacroix, Horace Vernet).
Romantikkens fortsættelse i århundredets midte og anden halvdel danner slagmalerne med Meissonnier i spidsen. Under besøg i Italien studerede man ikke mere så meget den gamle kunst som selve landet og folket. Her fødtes ved de tilrejsende kunstnere det moderne folkelivsbillede, som siden omplantedes til de andre lande. I Frankrig af Leopold Robert, Jules Breton og Jean-François Millet.
I Tyskland fik det et eget præg af romantisk borgerlighed (Adrian Ludwig Richter, Ludwig Knaus, Benjamin Vautier, Franz Defregger).
I Danmark får folkelivsmaleri stor betydning lige fra Eckersbergs tid. I Tyskland får den nøgterne naturalisme sin stormester i Adolph Menzel.
Ved århundredes midte tager kunstretningernes mangfoldighed til. I Frankrig fornyes naturalismen af Gustave Courbet og Jules Bastien-Lepage, og impressionismen begynder med Édouard Manet. I Tyskland kommer en slags romantisk nyklassicisme ved Anselm Feuerbach, Arnold Böcklin og Hans von Marées.
I England arbejder landskabsmalerne Richard Parkes Bonington og John Constable på grundlag af traditionerne fra den hollandske kunsts store tid, medens J.M.W. Turner bliver en selvstændig forløber for impressionismen. En reaktion kommer i England ved århundredes midte ved prærafaelitterne, som vil lære af gammel flamsk kunst og den italienske forrenæssance; førende er Dante Gabriel Rossetti, John Everett Millais, George Frederic Watts, i næste slægtled Edward Burne-Jones og Frederic Leighton; retningen degenererer hos Aubrey Beardsley, men afsætter samtidig en frodig dekorativ stil hos Walter Crane og William Morris. En til prærafaelismen delvis svarende retning kom i Nederlandene og Tyskland ved Hendrik Leys, de Vriendt (?) og Eduard von Gebhardt. I slutningen af århundredet kommer en nervøs eksperimenteren med stadig skiftende programmer og partinavne: pointillisme, syntetisme, kubisme, ekspressionisme osv. De betegner en stærk gæring, som svarer til tidens almindelige opløsning. Af enhver gæring plejer at vokse nyt liv, men hvorledes dette nærmere vil forme sig i malerkunsten, derom er det endnu for tidligt at dømme med blot nogenlunde sikkerhed.

## Malerityper
- Akrylmaleri
- Emaljearbejder
- Kalkmaleri
- Oliemaleri
- Voksmaler
- Keramisk maleri
- Stilleben